# クレセンテ

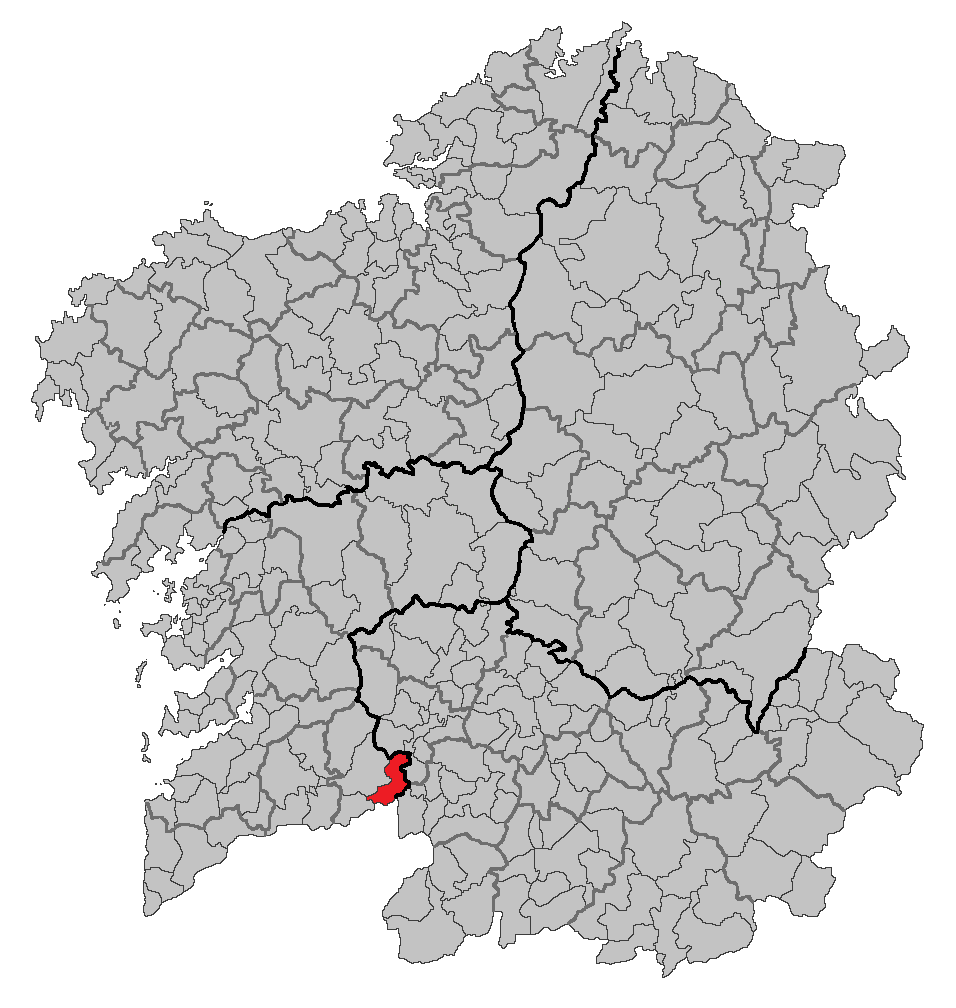

クレセンテ（Crecente）は、スペイン、ガリシア州、ポンテベドラ県の自治体、コマルカ・ダ・パラダンタに属する。スペイン国立統計局によると、2010年の人口は2,540人（2009年：2,596人）。住民呼称は、男女同形のcrecentense。カスティーリャ語による表記はCreciente（クレシエンテ）。
ガリシア語話者の自治体住民に占める割合は98.32%（2001年）。

## 地理
クレセンテはポンテベドラ県の南東部に位置し、コマルカ・ダ・パラダンタに属する。隣接する自治体は、西がア・カニーサとアルボ、そして北がオウレンセ県のメロンとリバダビアと、東がオウレンセ県のコルテガーダとポンテデーバとパドレンダの各自治体と隣接、南はミーニョ川をはさんでポルトガルと接している。自治体の中心地区はクレセンテ教区のクレセンテ地区。

### 人口
| クレセンテの人口推移 1900－2010                         |
|                                                         |
| 出典:INE（スペイン国立統計局）1900年 - 1991年、1996年 - |

## 歴史
隣接自治体アルボとの境界地域の山中で、ペトログリフが発見されている。鉄器時代のカストロ文化の遺構としてはキンテーラ教区のシダのカストロが残されており、発見された遺物は、現在ポンテベドラの県立博物館とビーゴの市立キニョーネス・デ・レオン博物館で見ることができる。
古代にはこの地域はトゥロニオ地域に属していた。
カスティーリャ＝レオン王フェルナンド4世によってフェルナンド・イアニェスにクレセンテの領主権が授与され、1642年にはスペイン王フェリペ4世によってバルタサール・デ・ソトマジョールにクレセンテ伯領が与えられた。
フォルネーロス城は、ポルトガルの独立をめぐってカスティーリャ王アルフォンソ7世と初代ポルトガル王アフォンソ1世の間で戦われた戦いに起源をもつ。現在塔が残されている。

## 政治
自治体首長は、ガリシア国民党（PPdeG）のフリオ・セサル・ガルシーア・ルエンゴ・ペレス（Julio César García Luengo Pérez）、自治体評議員はガリシア国民党：7、ガリシア社会党（PSdeG-PSOE）：2、ガリシア民族主義ブロック（BNG）：2となっている（2007年自治体選挙結果、得票順）。

## 教区
クレセンテは11の教区に分けられている。太字は自治体中心地区のある教区。
- アルベーオス（サン・ショアン）
- ア・アメイシェイラ（サン・バルトロメウ）
- アングーデス（サン・ショアン）
- クレセンテ（サン・ペドロ）
- フィルゲイラ（サン・ペドロ）
- オ・フレイショ（サン・ローケ）
- キンテーラ（サン・カエターノ）
- レボルデチャン（サンタ・マリーア）
- リベイラ（サンタ・マリーニャ）
- センデージェ（サンタ・クルス）
- ビラール（サン・ショルシェ）